# Zomby
Zomby is een Brits elektronicaproducer die zijn identiteit strikt verborgen houdt. Het is onbekend hoe hij heet en op foto's en tijdens optreden is hij doorgaans gemaskerd te zien. Hoewel er met de tijd wel enkele foto's zijn opgedoken waar zijn gezicht in het geheel te zien is. Zomby is een omstreden persoonlijkheid. Op het internet heeft hij het geregeld aan de stok met andere producers via de sociale media en fora.

## Biografie
Het is bekend dat de man achter Zomby in 1980 werd geboren. In zijn jonge jaren was hij liefhebber van drum and bass en UK garage. In 2007 maakte hij zijn entree in de muziek en bracht hij singles en ep's uit op meerdere labels. Hij produceerde vooral dubstep en techno. Het debuutalbum volgde in 2008. Op Where were u in '92 maakte hij een opvallende keuze. Hij produceerde een album met rave die een ode is aan de hoogtijdagen van de Britse rave in 1992. Voor het album gebruikte hij ook slechts de apparatuur die in de vroege jaren negentig beschikbaar was.
De echte doorbraak voor Zomby kwam in 2011 met het album Dedication. Het album bestond uit verschillende, vooral behoorlijk korte tracks, die op zichzelf onaf lijken, maar die toch als een geheel in elkaar passen. Het album kreeg lovende kritiek en ook de single Natalia's song deed het goed. Meer dansbare muziek verscheen op de Nothing EP.
De single Natalia's song leidde tot een plagiaatschandaal. Producer Reark beweerde namelijk dat hij degene is die Natalia's song al in 2007 maakte. Op YouTube plaatste hij een video die dit moest bewijzen. Reark werd in het gelijk gesteld en zijn naam werd op de plaat vermeld.
Eind 2011 verhuisde Zomby naar New York. In 2013 verscheen er weer een nieuw album van hem. With love is een dubbelalbum. Hierop hanteerde hij dezelfde formule als op Dedication, maar het album duurt anderhalf uur in plaats van veertig minuten.
Zomby blijft zijn identiteit angstvallig geheimhouden. Vanuit de anonimiteit laat hij zich wel geregeld horen op het internet. Daar scheldt hij geregeld op andere producers en zelfs fans moeten het ontgelden. Het heeft ertoe geleid dat hij op meerdere dubstepfora verbannen werd. Ook op Twitter laat Zomby geregeld van zich horen. Ook raakt hij geregeld in opspraak door niet op te komen dagen bij optredens.

## Discografie

### Albums
- Where Were U in '92? 2008
- Dedication 2011
- With Love 2013

### Ep's en singles
- Memories EP 2007
- Memories (Darkstar Remix)/ Saytar 2007
- Liquid Dancehall/Strange Fruit 2008
- Mu5h"/"Spliff Dub 2008
- Rumours & Revolutions 2008
- Spliff Dub (Remixes) 2008
- The Lie 2008
- Zomby EP 2009
- One Foot Ahead of the Other EP 2009
- Digital Flora 2009
- Natalia's Song 2011
- A Devil Lay Here/Basquiat 2011
- Nothing EP 2011